# 클렙 대 뉴멕시코 사건
클렙 대 뉴멕시코 사건(Kleppe v New Mexico 426 U.S. 529 (1976))은 미국 연방대법원 판례이다. 미국 연방의회가 제정한 Wild and Free-Roaming Horses and Burros Act of 1971은 야생동물을 보호하는 데 목적을 두고 있었는데 뉴멕시코 축산위원회 (New Mexico Livestock Board)는 야생동물은 통상권한 밖의 것으로 연방정부가 야생동물을 통제할 권한이 없다고 주장하였다. 1974년 2월, 위원회는 연방정부산하의 토지관리국 (Bureau of Land Management (BLM)) 토지내에서 19마리의 야생동물을 잡아 팔았는데 토지관리국은 동물을 반환을 요구하자 위원회는 Burros Act가 위헌이라고 소를 제기하였다.